# Мотоциклетное ралли в Стурджисе
Мотоциклетное ралли в Стурджисе (англ. Sturgis Motorcycle Rally) — ежегодное летнее собрание мотоциклистов всего мира в городе Стурджис, Южная Дакота, США, проводимое каждую первую полную неделю августа.

## История

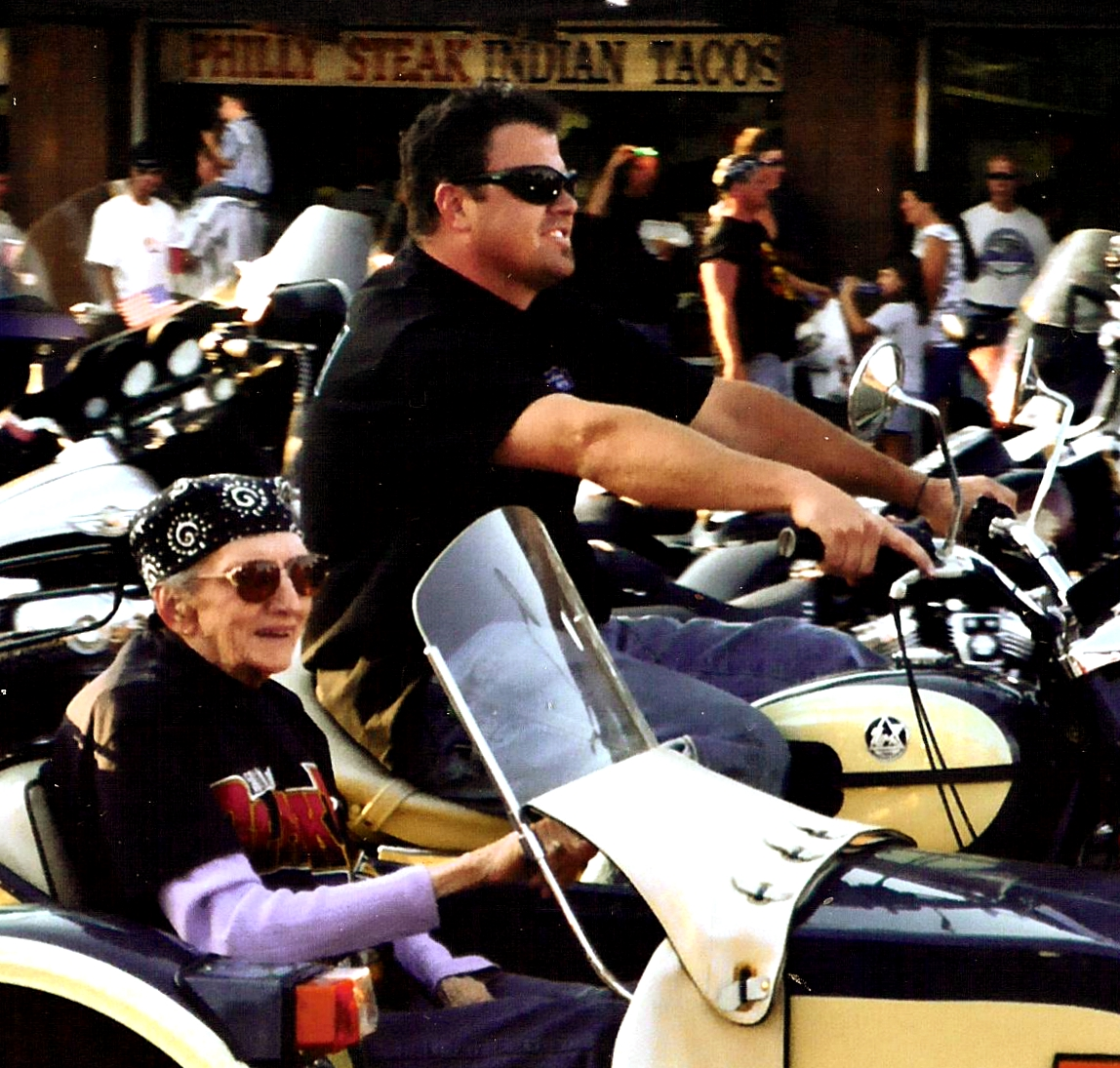
Мотоциклетное ралли в Стурджисе, 2005 г.

Впервые ралли провёл мотоклуб "Джекпайн Джипсиз" (Jackpine Gypsies) 14 августа 1938 года. Это был небольшой заезд, в котором приняло участие всего 9 мотоциклов. С тех пор мотоциклетное ралли проводится каждый год (если не считать двух лет во время второй мировой войны, во время которых ралли не проводилось).
В наши дни посещаемость мотоциклетного ралли в Стурджисе возросла невероятно. Количество приехавших мотоциклистов оценивается в
514 951 человек в 2004 году и
525 250 человек в 2005 году.
В 2008 году из-за резкого спада в экономике США количество приехавших мотоциклистов резко сократилось и составляло около четырёхсот тысяч человек.

## Внешние ссылки
Официальный сайт  (англ.)